# Шуриновы
Шуриновы — дворянский род.
Потомство лейб-компании гренадера Андрея Давыдовича Шуринова, из дворян Елецкого уезда, Высочайше подтверждённого в потомственном дворянском достоинстве Всероссийской Империи 31.12.1741 г. Жалован дипломом на дворянское достоинство 25.11.1751 г. Сыновья: Авдей, Роман, Николай
- Шуринов, Пётр Николаевич (1780/81—1842) — герой Отечественной войны 1812 года; внук А. Д. Шуринова.
- Шуринов, Михаил Петрович (1827—1889) — чиновник особых поручений при Министре Государственных имуществ; начальник таможни, сын П. Н. Шуринова.

## Описание герба
Щит разделен перпендикулярно на две части, из них в правой части, в чёрном поле, между тремя серебряными пятиугольными звездами, изображено золотое стропило с означенными на оном тремя горящими гранатами натурального цвета. В левой части, в зелёном поле, между тремя серебряными копейными железками, изображен золотой крест, имеющий на концах трилистную фигуру.
На щите дворянский коронованный шлем. Нашлемник: Лейб-Компании гренадерская шапка со страусовыми перьями красного и белого цветов, а по сторонам оной шапки видны два черных орлиных крыла, и на них по три серебряные звезды. Намёт на щите зелёного и чёрного цветов, подложенный с правой стороны серебром, а с левой стороны — золотом. Герб Шуринова внесен в Часть 3 Общего гербовника дворянских родов Всероссийской империи, стр. 136.